# Sala balowa

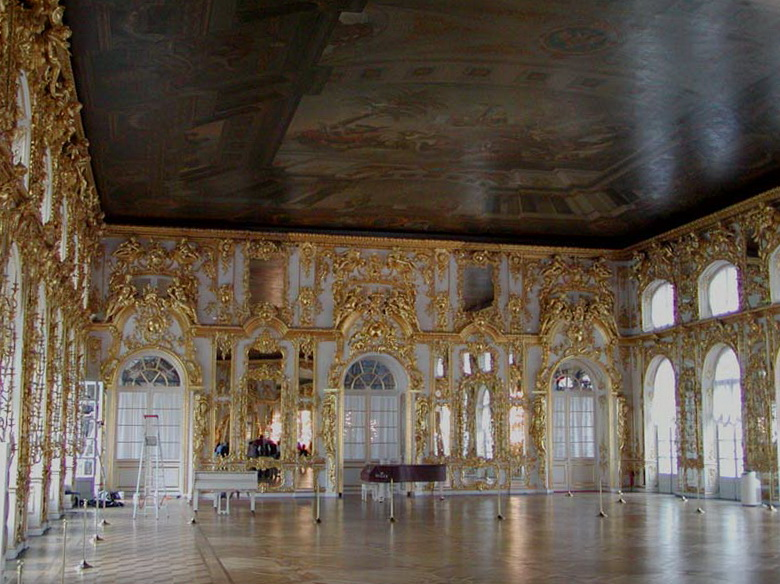
Sala balowa w Pałacu Zimowym w Petersburgu

Sala balowa – duże pomieszczenie, w którym odbywają się imprezy taneczne (bale). Dawniej bale odbywały się w prywatnych rezydencjach. Większość pałaców, dużych dworów i willi posiadało jedną lub kilka (duże rezydencje) sal balowych. W mniejszych dworach i budynkach miejskich role sali balowej pełniła np. bawialnia lub salon.
Sala balowa jest z reguły obszernym pomieszczeniem, wyższym niż pozostałe i obejmującym dwie kondygnacje. Sala balowa była pomieszczeniem reprezentacyjnym, świadczącym o statusie właściciela. Toteż w dawnych rezydencjach była bogato zdobiona freskami i sztukateriami. Do najokazalszych sal balowych w Polsce zaliczyć można sale na zamku w Rydzynie oraz w Łańcucie.